# Шон Феннінг
Шон Феннінг (англ. Shawn Fanning, нар. 22 листопада 1980 року, Броктон, штат Массачусетс, США) — інтернет-підприємець, програміст, творець файлообмінної комп'ютерної мережі Napster, засновник Snocap.

## Біографія
Шон народився 22 листопада 1980 року в американському місті Броктон, штат Массачусетс. У школі він був спортсменом, але захоплення комп'ютерами і програмуванням змусило його кинути спорт. Навчався в Північно-Східному університеті в Бостоні.

## Napster
У червні 1999 року Феннінг разом з Шоном Паркером і ще двома друзями створив першу у світі файлообмінну пірингову комп'ютерну мережу (англ. peer-to-peer). За кілька днів програму звантажили близько п'ятнадцяти тисяч користувачів. За цей короткий термін Шон і його друзі викликали паніку серед компаній музичної індустрії. Шон покинув університет в 1999 році, зібрав гроші в інвесторів і зареєстрував компанію. Щомісяця до Napster додавалося по мільйону користувачів.
У 2001 році правоохоронні органи закрили Napster через порушення авторських прав.

## Цікаві факти
- Шон став обличчям обкладинки і героєм статті в журналі «Time» від 2 жовтня 2000 року.
- Зіграв самого себе в епізодичній ролі в фільмі Пограбування по-італійськи.